# Franklin Roosevelt Bueres Júnior
Franklin Roosevelt Bueres Júnior (Osasco, 18 de maio de 1971) é um jogador de futebol de salão brasileiro, que atua como goleiro.

## Biografia
Foi jogador da Seleção Brasileira de Futsal e participou de quatro  campeonatos mundiais, disputando 27 partidas (sendo 24 vitórias, dois empates e uma derrota, com 19 gols sofridos).
Na final do Campeonato Mundial de Futsal de 2008, disputado no Brasil, saiu do banco de reservas para participar da decisão por pênaltis, tendo defendido duas cobranças e assim ajudou a seleção brasileira a vencer o torneio.